# Castanopsis rhamnifolia
Castanopsis rhamnifolia ist eine in Südostasien vorkommende Baumart aus der Familie der Buchengewächse (Fagaceae).

## Merkmale
Castanopsis rhamnifolia ist ein immergrüner, bis über 15 Meter hoher Baum. Der Stammdurchmesser erreicht über 25 Zentimeter.
Die kurz gestielten, ledrigen, spitzen bis stumpfen und ganzrandigen, fast kahlen Laubblätter sind länglich, elliptisch, eiförmig oder verkehrt-eiförmig. Der Blattrand ist ganzrandig.
Die Fruchtbecher (Cupulae) sind mit einfachen Stacheln besetzt. Die Stacheln sind gerade, dichtstehend und verdecken die Oberfläche des Fruchtbechers komplett. Die Fruchtbecher sind inklusive Stacheln höchstens 4 Zentimeter im Durchmesser, meist 2,5 bis 4 Zentimeter. Die Fruchtbecher stehen immer einzeln.
Die einzige Nuss ist etwas länger als breit und kugelig oder konisch. An der adaxialen Seite sind sie leicht abgeflacht.
Blütezeit ist von März bis Oktober. Die Fruchtreife erfolgt von Januar bis Juli.

## Verbreitung und Standorte
Die Art kommt in Thailand, Myanmar, Malaysia, Singapur und Indonesien vor. Sie wächst in immergrünen Tieflandwäldern und in Kiefern-Eichen-Dipterocarpus-Wäldern in 100 bis 800 m Seehöhe.

## Belege
- Chamlong Phengklai: A synoptic account of the Fagaceae of Thailand. In: Thai Forest Bulletin. 2006, Band 34, S. 53–175.
- Castanopsis rhamnifolia in der Flora of Thailand.